# Ampelocissus leptotricha
Ampelocissus leptotricha är en vinväxtart som beskrevs av Friedrich Ludwig Diels. Ampelocissus leptotricha ingår i släktet Ampelocissus och familjen vinväxter. Inga underarter finns listade i Catalogue of Life.